# Gara Timișoara Est
Gara Timișoara Est (fostă Fabric) este una din cele cinci gări ale Timișoarei. Timișoara Est este a doua gară ca importanță din oraș, după Timișoara Nord. Gara este tranzitată zilnic de 20 de trenuri Regio și InterRegio. În 2012, 64.755 de pasageri s-au îmbarcat din Timișoara Est, așadar o medie zilnică de 144 de călători/zi. Este un important nod feroviar de marfă, datorită prezenței unei baze a unui operator feroviar privat. De aici pornesc trenuri spre Ozun și alte localități apropiate, iar unele ajung chiar și în Ungaria și Serbia.

## Istoric
Gara de Est datează din anul 1886, an în care a fost construită și linia ferată spre Orșova, care, mai departe, făcea legătura cu București, Sofia și Istanbul. Gara a preluat o mare parte din traficul gării din Iosefin (actuala Timișoara Nord), în special cel de marfă. Aceasta asigura întreprinderi și fabrici din zonă, atât cu materiale și mărfuri care erau aduse prin intermediul căilor ferate, cât și cu distribuirea produselor instituțiilor respective. Tot în gara de Est exista și o linie care făcea legătura cu rețeaua liniilor de tramvai, având același ecartament. În acea perioadă existau și câteva locomotive electrice, de mică putere, care puteau duce până la patru vagoane de câte 10–15 tone, pe două osii, fiind prevăzute cu tampoane și cuple. Vagoanele erau preluate de pe linia de racordare la rețeaua de tramvai. Toate acestea traversau piața Traian. Astăzi,toate aceste linii sunt desființate,singura linie industrială care mai este folosită sporadic este cea spre un depozit de gaze naturale.
Datorită ascendenței sale, gara s-a extins în anul 1899, iar în acest proces s-a mărit atât clădirea, cât și numărul de linii. Clădirea în sine era constituită dintr-un corp principal, cu parter și etaj și din două corpuri secundare. Cea mai recentă schimbare majoră a clădirii a avut loc în 1970, când a fost etajată complet.. La începutul anului 2020,gara a trecut prin mici reparații,find revopsită,aleiile find de asemenea refăcute. 